# Hudson Motor Car Company
Hudson Motor Car Company fue un fabricante de automóviles estadounidense creado por Hudson y otras marcas en Detroit (Míchigan), activo desde 1909 hasta 1954. En ese año, Hudson se fusionó con Nash-Kelvinator Corporation para formar American Motors Corporation. El nombre de Hudson se usó hasta el año 1957.

## Estrategia de la compañía

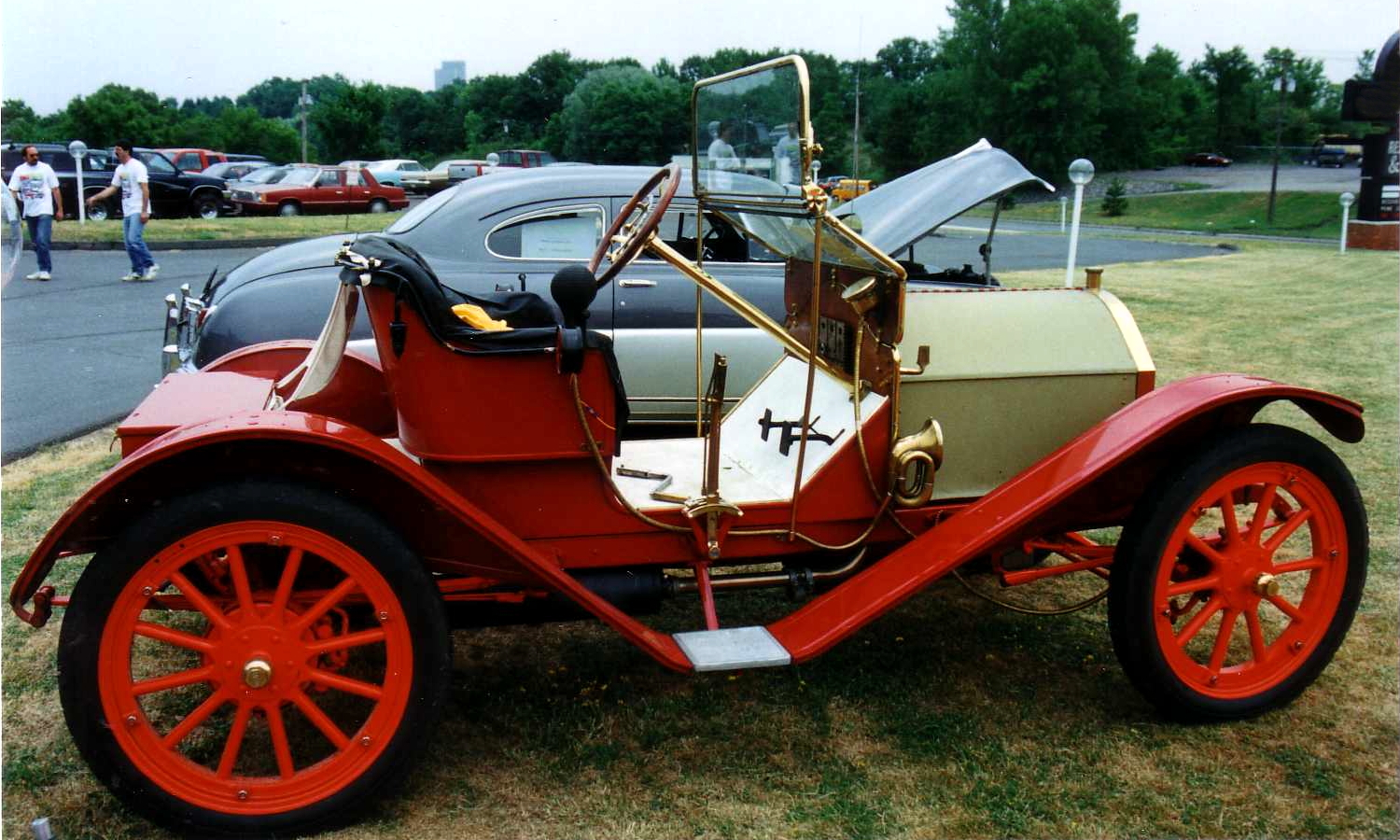
Hudson Model 20 Roadster de 1910

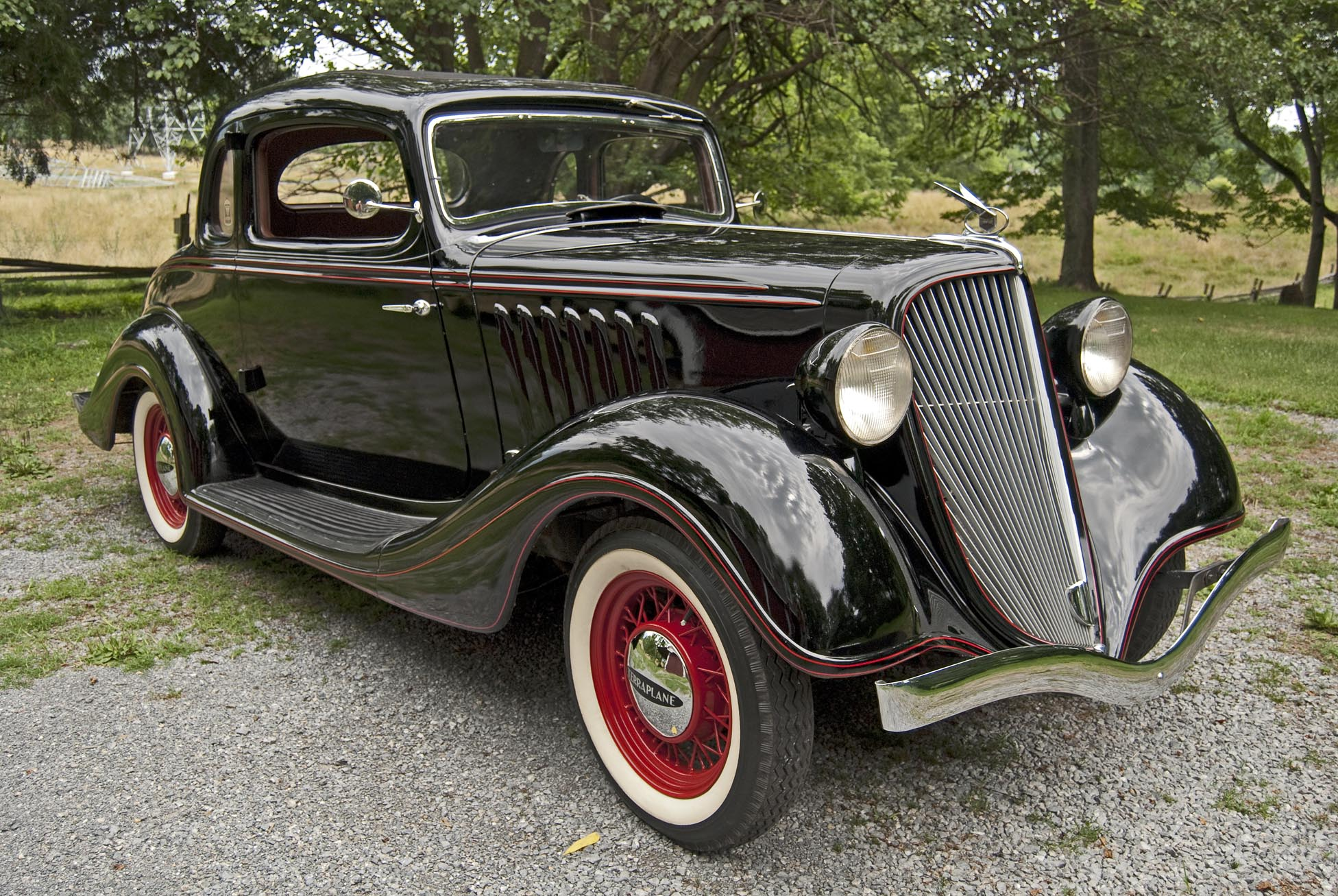
Hudson Terraplane K-cupé de 1934

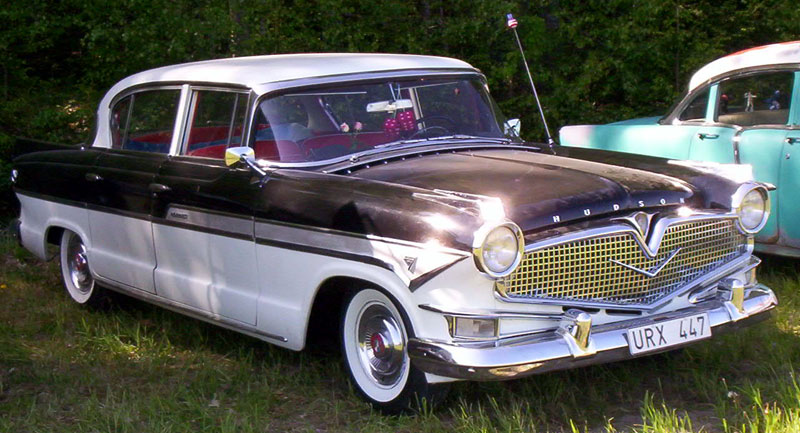
Hornet Series 80 de 1957

El nombre Hudson vino de Joseph L. Hudson, un empresario de Detroit y fundador de los grandes almacenes de Hudson, quien aportó el capital necesario y dio permiso a la empresa a ser nombrado como él. Un total de ocho hombres formó la compañía el 20 de febrero de 1909, para producir un automóvil que se vendería por menos de 1.000 dólares. (equivalente a aproximadamente $33911 dólares hoy en día). Uno de los principales "hombres de automóviles" y organizador de la empresa era Roy D. Chapin, un joven ejecutivo que había trabajado con Ransom E. Olds. (El hijo de Chapin, Roy Jr., más tarde sería presidente de Hudson-Nash descendiente de American Motors Corp. en los años 60). La compañía rápidamente comenzó la producción, con el primer vehículo creado fuera de la pequeña fábrica en Detroit el 3 de julio de 1909.
El nuevo Hudson "Twenty" fue uno de los primeros vehículos a bajo costo en el mercado americano y un gran éxito con más de 4000 ventas el primer año. Las 4508 unidades fabricadas en 1910 fue la primera mejor producción del año en la historia de la industria automotriz. Debido a este éxito de ventas, una nueva planta fue construida en una parcela de 22 acres en la avenida Jefferson y Conner en Fairview, Detroit. La tierra era la antigua granja de D. J. Campau. Fue diseñado por la firma del reconocido arquitecto Albert Kahn con 223.500 metros cuadrados y la apertura fue el 29 de octubre de 1910.  La producción en 1911 se incrementó a 6486.
La empresa contaba con una serie de primicias para la industria automotriz, esto incluía frenos dobles, la presión de aceite y las luces de advertencia en el tablero, y el primer cigüeñal equilibrado, lo que permitió a Hudson un motor de seis cilindros, conocido como el Super Six (1916). El Super Six fue el primer motor construido por Hudson, previamente había desarrollado diseños de motores y luego los había fabricado por Continental Motors Company. La mayoría de los motores de Hudson hasta 1957 tenían seis cilindros. El sistema de freno dobles utiliza un sistema de freno secundario de emergencia; también se utilizó un freno de estacionamiento mecánico. Las transmisiones Hudson también utilizaron un mecanismo de embrague en baño de aceite y corcho que resultó ser tan duradera como suave.
En su apogeo en 1929, Hudson y Essex produjeron un total de 300.000 vehículos en un año, incluyendo las contribuciones de otras fábricas de Hudson en Bélgica e Inglaterra, una fábrica había sido construida en 1925 en Brentford, Londres. Hudson fue el tercer mayor fabricante de automóviles de Estados Unidos de ese año, después de Ford y Chevrolet.

## Fin de la marca
El último Hudson salió de montaje en Kenosha el 25 de junio de 1957. No hubo ceremonias, porque en ese momento todavía había esperanza de continuar los nombres Hudson y Nash. La producción combinación de Nash y Hudson no era suficiente para justificar todo el nuevo diseño y las herramientas. Una importante revista dijo que los rumores de discontinuación eran falsas y los Hudsons y Nash "serían grandes e inteligentes". Unas fotografías de la fábrica muestran diseños de un Hudson y Nash de 1958 con una larga distancia entre ejes.
La producción Hudson terminaría en Detroit en octubre de 1954 y se transferiría a las plantas de American Motors Corporation en Milwaukee y Kenosha, Wisconsin. 1957 sería el último año de fabricación de los Hudson.
El presidente de American Motors Corporation (George W. Romney) llegó a la conclusión de que la única manera de competir con los tres grandes (General Motors, Ford y Chrysler) era poner en juego una nueva línea de coches de menor tamaño.

## Hoy en día
El último concesionario de Hudson en el mundo es Miller Motors en Ypsilanti, Michigan, ahora el Museo del Patrimonio Automotriz Ypsilanti. El museo conserva una época importante en la historia de Estados Unidos y presenta algunas máquinas hermosas. El museo también incluye un concesionario de automóviles anterior a la guerra totalmente preservados. Hay una tienda de restauración en el sitio, y los visitantes pueden supervisar el progreso de los proyectos. Una buena colección de Hudsons restaurados y otros vehículos de producción se puede encontrar en el museo.
Un cartel de Hudson todavía ocupa su sitio original en la autopista 32 en Chico, California.

## AMC Hornet
En 1970, AMC revivió el "Hornet" para su nueva serie de autos compactos (AMC Hornet). Más tarde, AMC fue comprada por Chrysler, que en un tiempo consideró reintroducir el nombre de Hornet en la gama de modelos de Dodge. (Dodge Hornet)

## Museo Hostetler Hudson
Una colección de Hudson restaurados se encuentra en el Museo del auto Hostetler Hudson en Shipshewana, Indiana. Eldon Hostetler fue el inventor del museo, su afán con los Hudson empezó cuando era adolescente. Más tarde empezó a comprar Hudsons y a restaurarlos.
|                                 |
| Cartel en la entrada del museo. |

|                            |
| Hudson Hornet de carreras. |

|                              |
| Furgoneta de reparto Hudson. |